# XOX
XOX（キスハグキス）は、日本の男性音楽グループ。レーベルはソニー・ミュージックアソシエイテッドレコーズ。2020年3月25日解散。

## メンバー
- バトシン（ バトシン 貴明 1995年8月5日 - ）[2]
- 志村禎雄（しむら さだお、1995年7月21日 - ）[2]
- 田中理来（たなか りく、1997年5月23日 - ）[2]
- 木津つばさ（きづ つばさ、1998年1月7日 - ）[2]
- 大隅勇太（おおすみ ゆうた、1995年2月9日 - ）[2]
- 安井一真（やすい かずま、1994年2月12日 - ）[2]

旧メンバー
- 村瀬ジョンケビン（むらせ ジョンケビン、1997年7月26日 - ）[3]
- とまん（1993年9月14日 - ）

## 経歴
2014年（平成26年）、既に読者モデルとして人気を獲得していたとまん、バトシン、志村禎雄と共に結成するグループのメンバーを募集するソニー・ミュージックとWEGO主催の全国オーディション「ボーイズ・グランプリ2014」が行われ、田中理来、木津つばさ、村瀬ジョンケビンが合格し、11月に加入。メンバーは同年に結成されたソニー・ミュージックエンタテインメント主宰の演劇集団・劇団番町ボーイズ☆のメンバーともなる。
2015年3月18日、グループ初の写真集『XOX』を発表。付属DVDには初の音源「Good night」と「ダイジョーブ」を収録。同年3月30日にTOKYO DOME CITY HALLにて開催されたLOOP vol.5で初ライブ。2015年6月、村瀬が脱退。
2015年7月8日、ソニー・ミュージックアソシエイテッドレコーズよりメジャー・デビューが発表される。同年8月11日にZepp DiverCityで開催されたイベントLOOP vol.6に出演し、デビュー日とデビュー曲の題名を公表。2015年12月9日、シングル「XXX」でメジャー・デビューを果たした。オリコンチャートで初登場及び最高11位を記録。
2016年1月16日放送回の音楽番組『CDTV』で、「2016年ブレイクすると思うアーティスト」として取り上げられる。同年5月3日、2枚目のシングル「Ex SUMMER」を発表。ミュージック・ビデオはSNSに影響を受けたものになっており、スマートフォンで視聴すると擬似的に双方的な仕掛けで遊べる仕様が前面に打ち出される。オリコンチャートで最高6位を記録し、グループとして初の主要音楽チャートトップ10入りを果たした。2016年5月22日、ラフォーレミュージアム原宿にて初の単独ライブ「XOX COLLECTION 2016 Spring/Summer」を行う。9月29日からTBSラジオ『TOKYO JUKEBOX』内"女子活ARTIST BOX"にて、初のレギュラーラジオ番組『XOX&radio』が放送開始。2016年10月、各界に多大な影響を与えた若手クリエイターの中から選出されるベストデビュタントオブザイヤーの音楽部門を受賞。グループとしてはこれが初戴冠。
2017年11月29日、5枚目のシングル「PINKY BABY」を発表。このシングルでの活動をもって、とまんがグループを脱退。
2018年1月29日、新メンバー大隅勇太、安井一真の2名が加入し、新体制で再始動することを発表。同時に、Sony Music Labels内に新レーベルを設立、そのレーベルへの所属も発表。3/10に新体制の初LIVE[RE:6]も渋谷 WWW Xにて開催。
2020年3月4日、2ndアルバム「ever after」をリリースした。同年3月25日に渋谷 WWW Xにてラストライブを行いメンバー6人全員が卒業した。

## 特徴
各メンバーのストリート感溢れるファッションセンスと全員がフロントを務められる存在感を生かすために、ZOO以降日本のダンス・ボーカル・グループのひな型の一つになったボーカリストとダンサーの分業制は行わず、メンバーが揃ってダンスとボーカルを担当している。プロデューサーの薮下晃正は、原宿を中心としてユース・カルチャー、ストリートカルチャーの主人公たるXOXが格好いいと思える音楽にしたいという思いがあり、そこで流行りのEDMをやる必要はないと判断した。音楽性の裏テーマとしては、近年の1990年代的なものへの再評価やマーク・ロンソンを筆頭にした往年のダンス・ミュージック・リバイバルへの共感という側面もあり、藪下曰く「流行を取り入れつつも一過性のモノではなく時代の流れに耐えうる恒久性」を意識している。

## 作品

### シングル
| #   | 発売日         | 作品名            | 最高順位 | 最高順位    | アルバム |
| #   | 発売日         | 作品名            | オリコン | JPN Hot 100 | アルバム |
| --- | -------------- | ----------------- | -------- | ----------- | -------- |
| 1st | 2015年12月9日  | XXX               | 11       | 51          | THE ONE  |
| 2nd | 2016年5月3日   | Ex SUMMER         | 6        | 19          | THE ONE  |
| 3rd | 2016年11月2日  | Skylight          | 9        | 24          | THE ONE  |
| 4th | 2017年5月23日  | High School Boo!  | 9        |             | THE ONE  |
| 5th | 2017年11月29日 | PINKY BABY        | 6        |             | THE ONE  |
| 6th | 2018年5月23日  | OVER              | 5        |             | THE ONE  |
| 7th | 2018年10月17日 | Chroma/上海ハニー | 11       |             | THE ONE  |
| 8th | 2019年4月24日  | 滑走路に咲く      | 7        |             |          |
| 9th | 2019年11月20日 | 秒針              | 21       |             |          |

### アルバム
|     | 発売日        | 作品名     | 最高順位 |
| --- | ------------- | ---------- | -------- |
| 1st | 2019年2月20日 | THE ONE    | 17       |
| 2nd | 2020年3月4日  | ever after |          |

### ミュージックビデオ
| 年     | ビデオ     | 監督     |
| ------ | ---------- | -------- |
| 2015年 | XXX        | 須永秀明 |
| 2016年 | Ex SUMMER  | 須永秀明 |
| 2016年 | Skylight   | 須永秀明 |
| 2017年 | PINKY BABY | 斉藤友和 |

### 映像作品
| 発売日        | 題名                              | オリコン 最高順位 | 備考                                                |
| ------------- | --------------------------------- | ----------------- | --------------------------------------------------- |
| 2016年9月14日 | XOX COLLECTION 2016 Spring/Summer | 78                | 2016年5月22日に行われた初の単独ライブの映像を収録。 |

### 参加作品
- The Gospellers 25th Anniversary tribute『BOYS meet HARMONY』/ 月光（2019年3月20日）

## ライブ
- XOX COLLECTION 2016 Spring/Summer（2016年5月22日、ラフォーレミュージアム原宿）[11]
- XOX  COLLECTION 2016 Autumn/Winter（2016年12月23日、Zepp DiverCity）[23]
- XOX LIVE 2019『ANTI HERO』（2019年10月4日、EX THEATER ROPPONGI）

## 出演

### ラジオ
- XOX&radio（2016年10月 - 2018年、TBSラジオ・TOKYO JUKEBOX 「女子活 ARTIST BOX」内→「THE ARTIST BOX」内）

## 書籍
- XOX ファースト写真集（2016年、双葉社）ISBN 978-4575308433

## 受賞歴
- ベストデビュタントオブザイヤー 音楽部門（2016年）[13]